# Индустријска зона ди Колеранеско (Терамо)
Индустријска зона ди Колеранеско је насеље у Италији у округу Терамо, региону Абруцо.
Према процени из 2011. у насељу је живело 98 становника. Насеље се налази на надморској висини од 20 м.